# Olympiastadion Phnom Penh
Das Olympiastadion (National Sports Complex) in ein Fußballstadion mit Leichtathletikanlage in der kambodschanischen Hauptstadt Phnom Penh wurde zwischen den Jahren 1962 bis 1964 errichtet. Der Architekt des Stadions ist Vann Molyvann, der auch für viele andere Gebäude der Stadt verantwortlich ist. Dieses Stadion ersetzte das Lambert Stadium das für 8.000 Zuschauer Sitzplätze bot.
Das Stadion befindet sich in einem Sportkomplex, in dem außer dem Fußballstadion mit 50.000 Plätzen, eine Badmintonhalle, eine Halle für Ballsport und ein Schwimmbecken gehören. Die Anlage befindet sich an der Kreuzung des Charles de Gaulle Blvd. und des Sihanouk Blvd.
Ursprünglich war das Stadion für die Southeast Asian Peninsular Games im Jahre 1963 gedacht worden, welche aber wegen politischer Probleme in Kambodscha zur damaligen Zeit erst gar nicht stattfanden. 1966 war das Olympiastadion Austragungsort der GANEFO (Games Of The New Emerging Forces). Außerdem spielte es eine Rolle bei der Qualifikation zur Fußball-Weltmeisterschaft 1966, als Australien und Nordkorea aufgrund der weitgehenden politischen Isolation Nordkoreas ihr Hin- und Rückspiel dort austrugen.
Im November 2007 trugen die Volleyball-Nationalmannschaften der Behinderten in der Ballsport-Halle ihre Weltmeisterschaft aus.
Während des Bürgerkrieges wurde das Stadion in eine Militärbasis umgewidmet; von hier aus verließen die letzten Hubschrauber der US-amerikanischen Operation Eagle Pull kurz vor dem Einmarsch der Roten Khmer Phnom Penh. Nach der Übernahme der Stadt wurde das Stadion kurzzeitig für Militärparaden genutzt. 
Die Olympischen Spiele fanden hingegen noch nie in Phnom Penh statt. Heute befindet sich die Anlage in einem baufälligen Zustand. Dennoch wird es von den Einheimischen häufig genutzt.
Es wurde oft über eine Restaurierung der Anlage nachgedacht. Aufgrund mangelnder finanzieller Mittel wurden diese Pläne aber bisher stets verworfen.
Im April 2017 wurde mit chinesischer Unterstützung mit dem Bau eines neuen Stadion und Sport-Komplex begonnen. Im August 2021 wurde das Morodok Techo National Stadium eröffnet und löst damit das marode Olympiastadion als Nationalstadion ab.